# Посёлок кирпичного завода (Серпуховский район)
Кирпичного Завода — посёлок сельского типа в Серпуховском районе Московской области. Входит в состав Липицкого сельского поселения (до 29 ноября 2006 года входил в состав Лукьяновского сельского округа).

## Население
| 2002 | 2006 | 2010 |
| ---- | ---- | ---- |
| 940  | ↗952 | ↘879 |

## География
Посёлок Кирпичного Завода расположен примерно в 19 км (по шоссе) на юг от Серпухова, на безымянном ручье, притоке Оки, высота центра посёлка над уровнем моря — 200 м.

## Современное состояние
На 2016 год в посёлке зарегистрировано 2 садовых товарищества и 2 гск, посёлок связан автобусным сообщением с райцентром и соседними населёнными пунктами.